# Брекендорф
Брекендорф (нім. Brekendorf) — громада в Німеччині, розташована в землі Шлезвіг-Гольштейн. Входить до складу району Рендсбург-Екернферде. Складова частина об'єднання громад Гюттенер-Берге.
Площа — 20,48 км2. Населення становить 991 ос. (станом на 31 грудня 2020).